# Ewa Śliwa-Owczarek

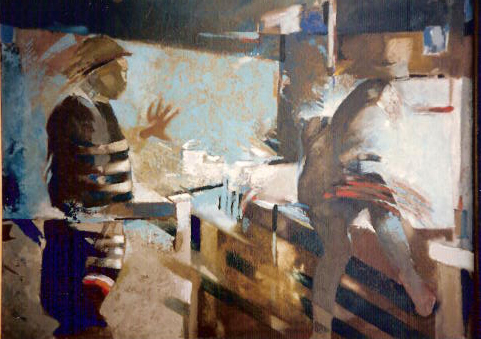
Bez tytułu, olej na płótnie 90 × 100, 1988, Ewa Śliwa-Owczarek

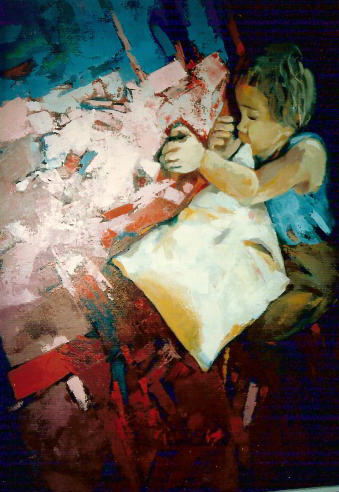
olej na płótnie, Ewa Śliwa-Owczarek

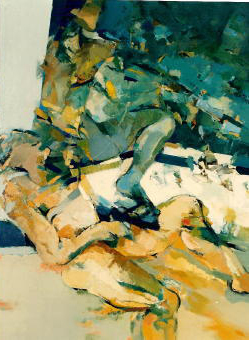
„Weekend”, olej na płótnie 130 × 100, 1990, Ewa Śliwa-Owczarek

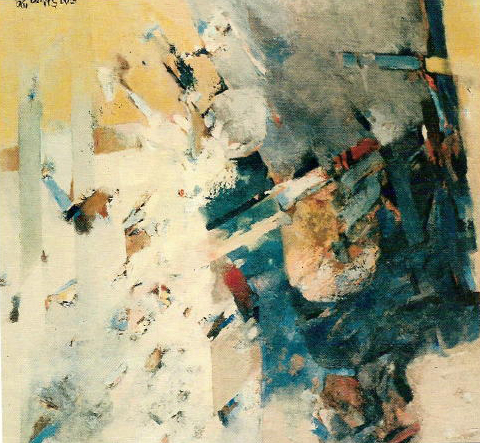
„Między Ciszą”, olej na płótnie 100 × 100, 1990, Ewa Śliwa-Owczarek

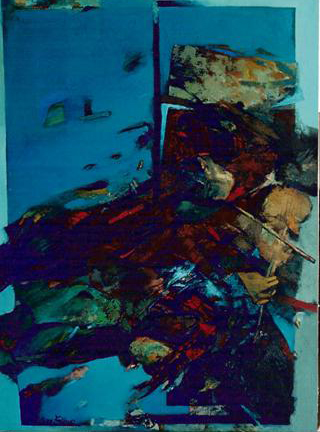
„Uliczny Koncert”, olej na płótnie 100 × 130, 1990, Ewa Śliwa-Owczarek

Ewa Śliwa-Owczarek (ur. 4 listopada 1948 w Miłkowicach, zm. 14 marca 2002 we Wrocławiu), polska malarka, scenografka, projektantka wnętrz, pedagog.

## Twórczość
Ewa Śliwa-Owczarek ukończyła Państwową Wyższą Szkołę Sztuk Plastycznych (PWSSP) we Wrocławiu. Dyplom z wyróżnieniem otrzymała w 1980 roku na Wydziale Malarstwa w pracowni prof. Zbigniewa Karpińskiego.
Artystka tworzyła w duchu nowej figuracji polskiej, malowała przeważnie postaci (również dzieci) w różnych sytuacjach.
Jej prace wyróżniały się wyrafinowaną kolorystyką odsłaniając zamiłowanie do pewnych zestawów barwnych (głównie purpura, zieleń, błękit i fiolet).
W obrazach Ewy Śliwy na pierwszy plan wybija się sztuka barw. Związki barw ciepłych z tonami zimnymi, kolory pobudzające z wyciszającymi.
W 1984 roku powstała Mirabell Oliva, spółka, którą tworzyli Ewa Śliwa i Andrzej Owczarek. Wspólnie reprezentowali Polskę na wystawie współczesnego malarstwa i rzeźby w Utrechcie oraz w Klubie Polskim w High Wycombe.

## Wystawy krajowe
- 1978 Indywidualna wystawa malarska PWSSP, Wrocław
- 1979 Malarstwo architektoniczne, Muzeum Architektury, Wrocław
- 1980 DYPLOM '80, Zachęta Narodowa Galeria Sztuki, Warszawa
- 1982 Wystawa poplenerowa Osetnica‘82, BWA Legnica
- 1984 Indywidualna wystawa malarska, BWA, Zielona Góra
- 1985 Indywidualna wystawa malarska, BWA, Wrocław
  - Libido, Galeria Zamkowa w Lubinie, BWA Legnica
  - Wystawa poplenerowa Głogów'85/86, Muzeum w Głogowie
- Aktualności plastyki dolnośląskiej, BWA, Wrocław
- 1987 Triennale portretu współczesnego, BWA, Radom, Kraków
- 1988 Wystawa poplenerowa „Osetnica '88” Galeria Zamkowa w Lubinie, BWA Legnica
- 1983–1989 Przeglądy plastyki profesjonalnej środowiska głogowskiego, Galeria Nad Studnią w Głogowie,
  - Wystawy plastyki Zagłębia Miedziowego Czarna Galeria, BWA Legnica
- 1990 Triennale portretu współczesnego Czarna Galeria, BWA Legnica.
  - Triennale portretu współczesnego, BWA RAadom
  - Biennale Sztuki ARS Koszalin, Warszawa Pałac Lubomirskich.
  - 1991 Galeria SKG NR I Warszawa

## Ważniejsze wystawy zagraniczne
- 1982 Wystawa poplenerowa Drużba‘82, Stara Zagora (Bułgaria)
- 1988 Prezentacje plastyki Głogowskiej, Eisenhuttenstadt (NRD)
- 1992 Kultur Centrum Laholm (Szwecja).

Ponadto ekspozycje Thames Eyes w Londynie, w Utrechcie, w Holandii, Iwano – Frankowsku w ZSRR.

## Nagrody
- Nagroda Specjalna semestralna, Ministerstwo Kultury i Sztuki, Zarząd Szkół artystycznych, dn. 15.06.1979
- Nagroda (pieniężna) od Towarzystwa Miłośników Głogowa za obraz pt. „Czerwona koszulka” powstałym na Ogólnopolskim Plenerze Malarskim Głogów ’88, styczeń 1989
- Nagroda Towarzystwa Miłośników Głogowa i Prezydenta Miasta Głogowa w ramach Przeglądu Plastyki Profesjonalnej Środowiska Głogowskiego, dn. 12.03.1988
- Nagroda Prezydenta Głogowa na 6 Przeglądzie Plastyki Profesjonalnej Środowiska Głogowskiego, dn. 28.01.1989

## Kolekcje
- Prace w zbiorach krajowych i zagranicznych, m.in.:
- BWA Legnica, Muzeum Głogów, Galerie „De Ossekop” Utrecht Hollandia, „Kultur i Laholm” Szwecja, „Centrum Sztuki” Stara Zagora Bułgaria.
- Kolekcje prywatne w Wielkiej Brytanii, Kanadzie, Niemczech, Szwecji i w Polsce.

## Literatura
- Stanisław Srokowski, „Sukces Owczarka i Śliwy we Wrocławiu”, „POLSKA MIEDŹ ‘86”
- Danka Jotowa, „Mezdunaroden plener po zivopis „DRUZBA 8, SEPTEMVRI 82
- Bogusława Machowska, „Osetnica 88” POLSKA MIEDŹ 88
- Andrzej Wrzos, „Co się działo w Lubiatowie?”, POLSKA MIEDŹ 88
- „Rozszaleć się na płótnie” (z Ewą Śliwa-Owczarek rozmawia Bożena Konczal) PM 89
- Jurij Andruchowycz, „Impreza 89”, SPORBA PERSA KIJIW 90
- Ras, „Przez sztukę do Europy” PRZEKRÓJ nr 2423
- Abi, „Głogowianie w Laholm” GŁOGOWSKA 92
- Helen Frej, „Polskt par stalle rut” HALLNDSPOST 92
- Åse Hoijer, “I går kom tomten till Laholm” LAHOLM TIDNING 92
- Ewa Han, “Dobre są te obrazy…” SŁOWO POLSKIE 91